# Integrierte Berichterstattung
Integrierte Berichterstattung (engl. Integrated Reporting, IR) ist eine Form der Unternehmensberichterstattung gegenüber den Stakeholdern, die über die klassische finanziell/wirtschaftliche Rechnungslegung hinaus auch Teile beinhaltet, die auch die externen Beziehungen zu anderen Stakeholdern beinhaltet. Zwar wurde der Begriff schon früher verwendet, aber in der heute verwendeten Form wurde er maßgeblich durch das im August 2010 gegründete International Integrated Reporting Committee (IIRC) geprägt. Frühere Verwendungen, beispielsweise von Robert G. Eccles und Michael P. Krzus zielen in die gleiche Richtung, bleiben aber im Umfang noch hinter der aktuellen Anforderung zurück.
Die integrierte Berichterstattung soll durch Sichtbar- und Prüfbarmachung die strategische Ausrichtung von Unternehmen in Richtung Umwelt- und Klimaschutz verstärken und nachhaltiges, gesellschaftlich verantwortliches Wirtschaften fördern. Die Umsetzung wird durch Initiativen wie die Principles for Responsible Investment der Vereinten Nationen gefördert und bestärkt.

## Kernvorschriften des IIRC
Die Bezeichnung „integrierter Bericht“ soll reserviert sein für vollständige, gezielt identifizierbare Kommunikation, in welcher alle nachfolgenden Kernvorschriften berücksichtigt werden. Ausnahmen sollen nur zulässig sein, wenn keine zuverlässigen Daten verfügbar sind, gesetzliche Vorschriften oder Wettbewerbsnachteile gegen eine Aufnahme in die Geschäftszahlen sprechen. Gleichzeitig soll der Bericht eine Stellungnahme der Verantwortlichen enthalten und bestimmten Vorschriften genügen.

## Leitprinzipien des IIRC
Das IIRC hat vier Leitprinzipien benannt, die die Erstellung des Berichts lenken sollen.
Strategische Ausrichtung
Die strategischen Ziele des Unternehmens sollen erkennbar werden, sowie die Ressourcen und Beziehungen, die sich aus dieser Ausrichtung ergeben.
Vernetzte Information
Die Information des finanziellen sowie des nicht-finanziellen Teils sollen untereinander vernetzt werden, so dass kausale Zusammenhänge erkennbar und beurteilbar werden.
Beziehungen zu Anteilseignern
Die Beziehungen zu den wesentlichen Anteilseignern sollen offengelegt und aufgezeigt werden. Darüber hinaus soll gezeigt werden, wie das Unternehmen die Bedürfnisse der Anteilseigner ermittelt und wie diese berücksichtigt werden.
Prägnanz, Verlässlichkeit, Vollständigkeit, Wesentlichkeit, Einheitlichkeit und Vergleichbarkeit
Der integrierte Bericht soll trotz kurzer Darstellung eine zuverlässige und vollständige Kommunikation der wesentlichen Umstände darstellen. Gleichzeitig soll der Bericht einheitlich sein und die Vergleichbarkeit zwischen verschiedenen Geschäftsjahren aber auch zwischen verschiedenen Unternehmen ermöglichen.
Zu den nicht-finanziellen Teilen des Berichts zählen:
- Corporate Social Responsibility (CSR)
- Umwelt-, Sozial- und Governance-Aspekte (eng. Environment, Social, Governance ESG)

## Funktion
Der integrierte Bericht soll nicht nur die zusätzlichen Teile liefern, sondern die thematisch unterschiedlichen Teile miteinander verbinden, so dass ein plausibler und reproduzierbarer Zusammenhang zwischen wirtschaftlichem Handeln und den Wirkungen auf die Umwelt erkennbar und nachvollziehbar wird. Der heutige Umfang wurde durch den 2013 veröffentlichten IIRC-Bericht bestimmt, der auch in einer Pilotphase getestet wurde. 2014 erschienen die ersten regulär erstellten Berichte.

## Einführungsstand
In der früheren, von Eccles und Krzus vertretenen Form, wurde der Bericht in Südafrika für über 470 Unternehmen 2010 verbindlich vorgeschrieben und sie müssen ihren Jahresabschluss als integrierten Bericht vorlegen. 2013 wurde in der Europäischen Union der CSR-Bericht für 6000 Unternehmen verbindlich, was aber gegenüber den 18000 durch die Kommission angestrebten Unternehmen weit zurückblieb.